# Иванов, Николай Семёнович (1924—1972)
Николай Семёнович Иванов (9 сентября 1924, Аралтобе — 4 февраля 1972, Панфилов) — Герой Советского Союза, помощник командира взвода 246-го гвардейского стрелкового полка 82-й гвардейской стрелковой дивизии 8-й гвардейской армии 1-го Белорусского фронта, гвардии сержант.

## Биография
Родился 9 сентября 1924 года в селе Аралтобе Гвардейского района Талды-Курганской области Казахстана в семье крестьянина. Русский. Член ВКП(б)/КПСС с 1945 года. Окончив начальную школу, работал в колхозе.
В Красной Армии с марта 1943 года. Участник Великой Отечественной войны с апреля 1943 года.
Помощник командира взвода 246-го гвардейского стрелкового полка (82-я гвардейская стрелковая дивизия, 8-я гвардейская армия, 1-й Белорусский фронт) кандидат в члены ВКП(б) гвардии сержант Николай Иванов с 14 по 17 января 1945 года в боях по прорыву обороны противника и за город Рава-Мазовецка (Польша) из пулемёта уничтожил несколько огневых точек противника, обеспечив успешное продвижение подразделения.
Указом Президиума Верховного Совета СССР от 24 марта 1945 года за образцовое выполнение боевых заданий командования на фронте борьбы с немецко-фашистскими захватчиками и проявленные при этом мужество и героизм, гвардии сержанту Николаю Семёновичу Иванову присвоено звание Героя Советского Союза с вручением ордена Ленина и медали «Золотая Звезда» (№ 5595).
После войны был демобилизован. Вернулся на родину. В 1949 году окончил Ленинградский лесной техникум. Работал техником-лесоводом в Панфиловском лесхозе. Скончался 4 февраля 1972 года. Похоронен в городе Панфилов (ныне Жаркент Алматинской области Казахстана).
Награждён орденом Ленина, медалями.
Имя Иванова носит улица в Жаркенте.